# Sebaea affinis
Sebaea affinis là một loài thực vật có hoa trong họ Long đởm. Loài này được Welw. ex Hiern miêu tả khoa học đầu tiên năm 1898.